# Liriomyza nares
Liriomyza nares är en tvåvingeart som beskrevs av Stéphanie Boucher och Wheeler 2001. Liriomyza nares ingår i släktet Liriomyza och familjen minerarflugor.
Artens utbredningsområde är Yukon. Inga underarter finns listade i Catalogue of Life.